# Hudební divadlo Karlín

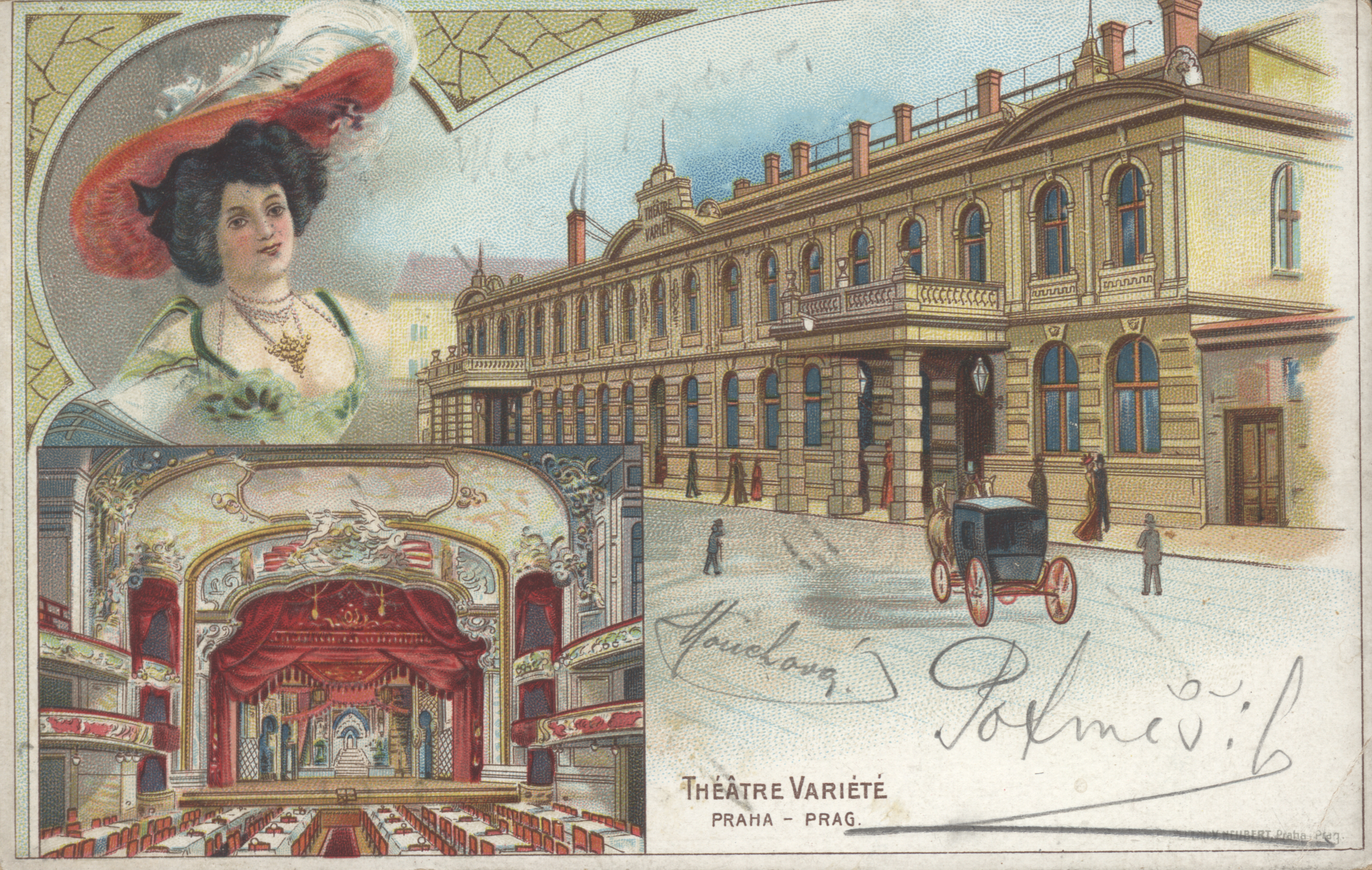
Divadlo Karlín, 1903

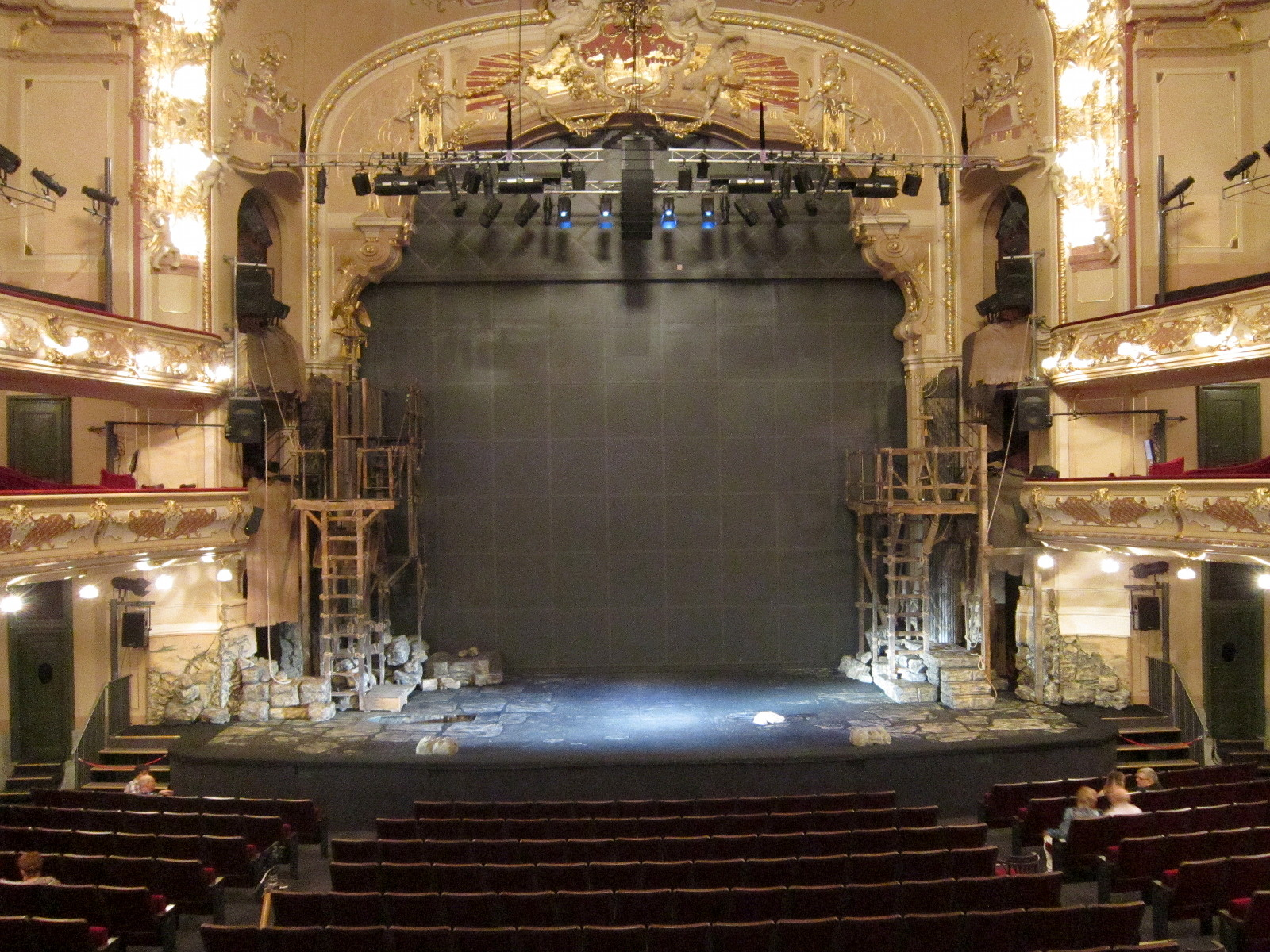
Sál divadla

Hudební divadlo Karlín, též Hudební divadlo v Karlíně, je české hudebně-zábavní divadlo, které si zejména v letech 1945–1989 udržovalo přední pozici v operetním a muzikálovém oboru. Divadlo sídlí na okraji Karlína poblíž pražské Florence v bezprostřední blízkosti stanice metra Florenc a hlavního pražského autobusového nádraží a jde o příspěvkovou organizaci hlavního města Prahy. Divadlo funguje v budově bývalého varieté, založeného rodinou Tichých. Hudební divadlo Karlín patří mezi nejprestižnější divadla v Evropě.

## Historie

### Théâtre Variété
Koncem 70. let 19. století se pražský obchodník s obilím Eduard Tichy rozhodl pro realizaci podnikatelského záměru výstavby rozsáhlého varietního divadla pro tento tehdy se rozvíjející kulturní žánr. Zakoupil rozsáhlý pozemek v Karlíně nedaleko Florence, kde byla vystavěna budova divadla podle novorenesančního návrhu pražského architekta Otto Ehlena. Stavbu provedlo stavební podnikatelství Františka Kindla. Zvláštní technický důraz byl věnován konstrukci jeviště, které bylo navrženo pro maximální zátěž kvůli plánovanému vystupování cvičených zvířat (např. slonů). Divadlo nazvané Théâtre Variété bylo otevřeno 27. srpna 1881 vystoupením Královského belgického cirkusu ředitele Eduarda Wulffa s drezurou čtyř koní a koňskými povozy. Stejného roku bylo poprvé otevřeno i Národní divadlo. Zpočátku bylo divadlo pronajímáno kočovným cirkusům, posléze se Eduard Tichy osobně podílel na dramaturgii hostujících souborů.
Karlínské varieté se řadilo mezi nejvyhledávanější podniky svého druhu na evropském kontinentě – divákům nabízelo vše: artistická čísla, vystoupení zvířat, břichomluvce, baletky, zpěváky, divadlo, film, revue… Údajně zde ve svých začátcích hostovali i Charlie Chaplin nebo Stan Laurel. Roku 1897 došlo k dalším stavebním úpravám. Podnik rodina prodala roku 1920, jako varieté sál sloužil až do roku 1939.
Za druhé světové války divadlo sloužilo jako 2. scéna Národního divadla pod názvem Prozatímní divadlo.

### Po roce 1945
Byly zde natáčeny i některé televizní pořady, mimo jiné též pořad Televarieté a televizní seriál Cirkus Humberto. Divadlo totiž mělo největší jevištní plochu v Praze, což bylo pro estrádní pořady varietního typu velice výhodné.
Od svého vzniku v roce 1945 uvádí Hudební divadlo Karlín operety a muzikály. Během let vystřídalo několik názvů, na jeho prknech účinkovaly desítky českých herců – Jan Werich, Jára Pospíšil, Vlasta Burian, Jaroslava Adamová, Vladimír Ráž, Ljuba Hermanová, Miloš Kopecký, Miroslav Horníček, Jiřina Steimarová, Nelly Gaierová, Laďka Kozderková, Karel Fiala, Dagmar Rosíková, Jindřich Janda, Dagmar Pecková, Pavla Břínková, Jitka Molavcová, Ladislav Županič, Tereza Duchková, Lumír Olšovský, Petr Štěpánek, Karel Bláha a mnoho dalších.
Od roku 1995 sídlilo v podzemním sále budovy Divadlo Semafor. V roce 2002 byla historická budova divadla zasažena a poničena velkou povodní a musela být rekonstruována. Po dobu rekonstrukce byla jeho představení uváděna v budově Kongresového centra. Na podzim 2006 bylo zrekonstruované divadlo otevřeno premiérou amerického muzikálu Producenti.

## Repertoár od roku 2006
Hudební divadlo Karlín i nadále uvádí muzikály i operety, i když se počet nových premiér v posledních letech snižuje. Veškeré inscenace živě doprovází orchestr, obvykle účinkuje i sbor a balet (company).
Od znovuotevření v roce 2006 mělo na programu vedle již zmíněných Producentů muzikály West Side Story, Jekyll a Hyde, Zpívání v dešti, Noc na Karlštejně a Limonádový Joe, operety Čardášová princezna a Netopýr.
V říjnu 2008 divadlo uvedlo světovou premiéru amerického muzikálu Carmen s Lucií Bílou.
Na podzim 2010 připravilo Hudební divadlo Karlín dvě premiéry: operetu Polská krev Oskara Nedbala a v listopadu Jesus Christ Superstar i s několika účinkujícími z prvního českého uvádění ve Spirále včetně Kamila Střihavky a Báry Basikové.
V září 2011 uvedlo divadlo další z broadwayských inscenací – detektivní muzikálovou komedii Vražda za oponou (Curtains) v režii Antonína Procházky.
Novinkou repertoáru pro rok 2014 byl muzikál The Addams Family, který měl premiéru na podzim roku 2014.
Divadlo v roce 2015 nově nastudovalo původní český muzikál Dracula (částečně v původním obsazením z let 1995–1998) a v říjnu se do divadla také vrátil v původním obsazení muzikál Carmen s Lucií Bílou v hlavní roli.
Novinkou v repertoáru sezóny 2016 byl americký muzikál Bonnie & Clyde v režii Antonína Procházky. V roce 2017 měl premiéru americký muzikál Sestra v akci, v hlavní roli s Lucii Bílou (nominace na cenu Thálie 2017). V říjnu roku 2018 se uskutečnila premiéra muzikálu Ondřeje G. Brzobohatého Legenda jménem Holmes  a v lednu 2019 se uskutečnila premiéra operety Veselá vdova, inscenace vzniká v koprodukci s divadlem Josefa Kajetána Tyla  v Plzni. V prosinci roku 2020 byla premiéra muzikálu Rebelové pod taktovkou Filipa Renče a Zdeňka Zelenky.

### Muzikály
- Carmen (Frank Wildhom, Jack Murphy)
- Dracula (Karel Svoboda, Zdeněk Borovec, Richard Hess)
- Jesus Christ Superstar (Tim Rice, Andrew Lloyd Webber )
- Čas růží (Sagvan Tofi, Karel Gott)
- Sestra v akci (Alan Menken, Glen Salter)
- Legenda jménem Holmes (Ondřej G. Brozbohatý)
- Rebelové (Filip Renč, Zdeněk Zelenka)

### Operety
- Polská krev (Oskar Nedbal, Leo Stein)
- Veselá vdova (Franz Lehár, Leo Stein, Vicotor Leon) - opereta uváděna v koprodukci s divadlem Josefa Kajetana Tyla v Plzni